# Krokodyl nilowy
crocodile
Krokodyl nilowy (Crocodylus niloticus) – jeden z trzech gatunków krokodyli występujących w Afryce. Drugi pod względem wielkości, zaraz po krokodylu różańcowym współcześnie żyjący gad i analogicznie drugi w rodzinie krokodylowatych. Może osiągać długość 5,5 metrów i masę blisko 1 tony. Występuje prawie w całej Afryce na południe od Sahary i na Madagaskarze. Był czczony w starożytnym Egipcie.

## Taksonomia
Badania Mereditha i współpracowników (2011) sugerują, że jeśli populacje krokodyla nilowego z zachodniej i wschodniej Afryki uznać za należące do jednego gatunku (co nie jest pewne – patrz niżej), to wówczas krokodyl nilowy byłby przodkiem czterech amerykańskich gatunków krokodyli (krokodyla z Orinoko, krokodyla kubańskiego, amerykańskiego i meksykańskiego). Z przeprowadzonych przez autorów analiz genomu mitochondrialnego wynika, że wschodnioafrykańskie populacje krokodyla nilowego są bliżej spokrewnione z amerykańskimi gatunkami krokodyli niż z populacjami zachodnioafrykańskimi. Wynik ten, w połączeniu z analizą zapisu kopalnego, sugeruje, że afrykańskie krokodyle skolonizowały Amerykę po przepłynięciu przez Atlantyk ok. 7 mln lat temu. Także z analizy przeprowadzonej przez Oaksa (2011) wynika, że krokodyle zaliczane do gatunku C. niloticus w rzeczywistości należą do dwóch odrębnych gatunków, które nie tworzą kladu, lecz są sukcesywnie bardziej odległymi grupami zewnętrznymi w stosunku do kladu obejmującego amerykańskie gatunki z rodzaju Crocodylus. Również wyniki badań Hekkali i współpracowników (2011) sugerują odrębność gatunkową krokodyli nilowych z zachodniej i wschodniej Afryki oraz bliższe pokrewieństwo populacji wschodnioafrykańskich z amerykańskimi gatunkami z rodzaju Crocodylus niż z krokodylami z zachodniej Afryki.

## Rozmnażanie

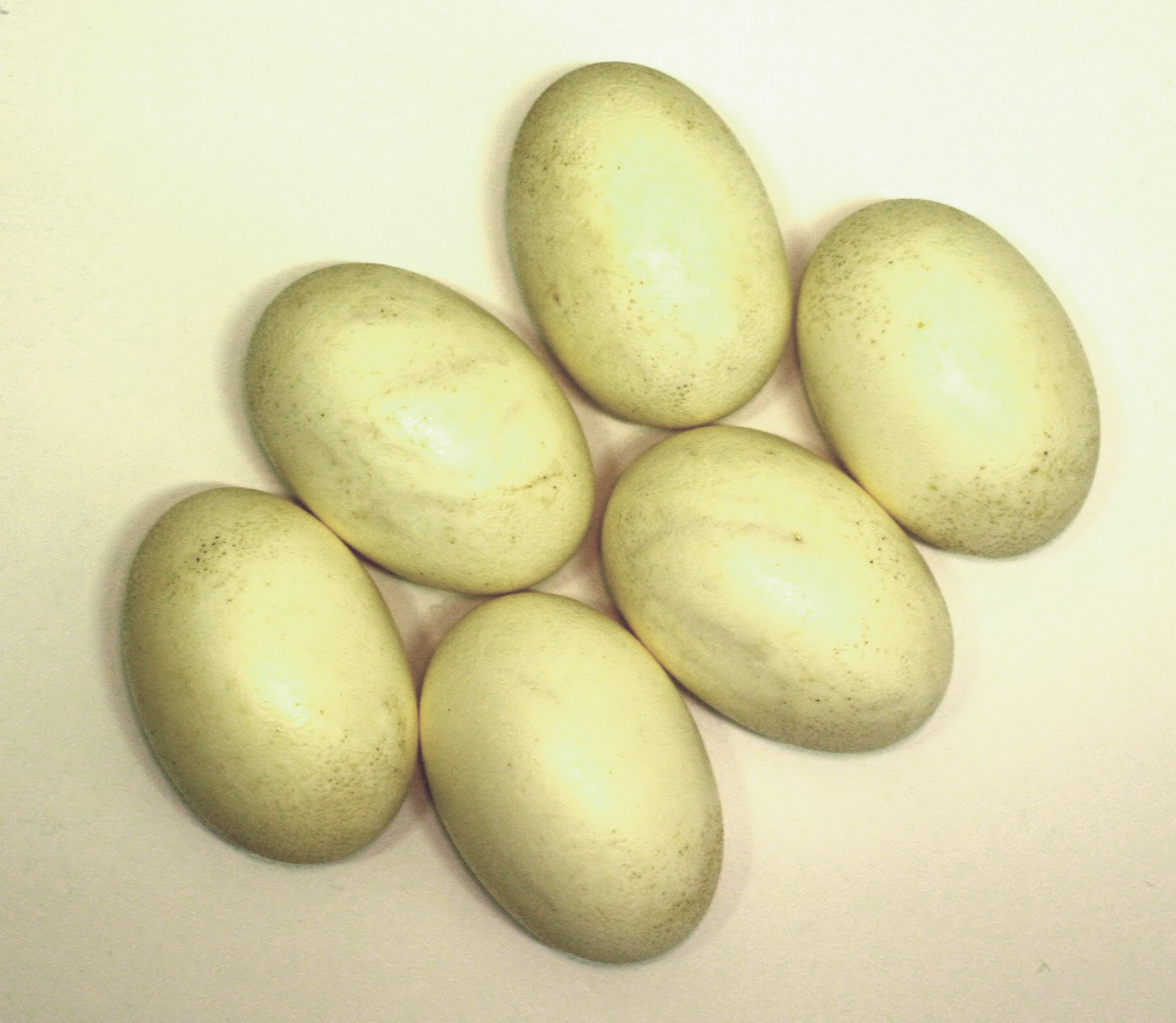
Jaja krokodyla nilowego

Płeć krokodyli zależy od temperatury, w jakiej przebywają jaja – jeśli średnia temperatura w gnieździe wynosi poniżej 31,7 °C lub powyżej 34,5 °C, z jaj wylęgną się samice.

## Występowanie

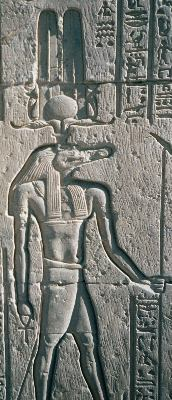
Sobek z głową krokodyla nilowego

Występuje prawie w całej Afryce. Nie zamieszkuje chłodnych obszarów Afryki północnej oraz pustynnych obszarów Sahary. Zamieszkuje brzegi rzek, jezior i zbiorników wodnych. Dni spędza na brzegu, a na noc zanurza się w wodzie.

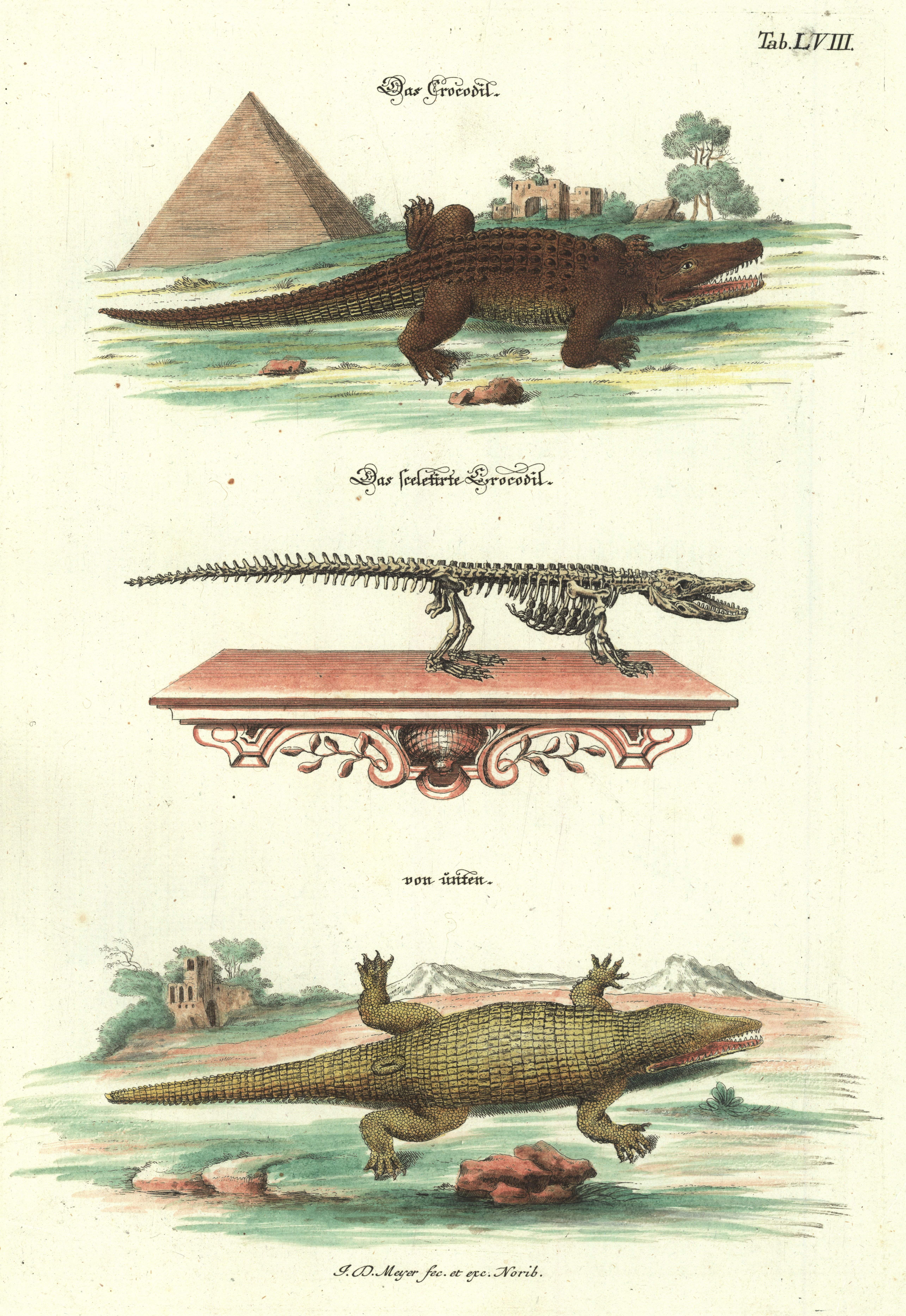
Krokodyl nilowy, miedzioryt kolorowany (Johann Daniel Meyer, 1748)

Tara Shine odkryła kilka izolowanych populacji krokodyli w Mauretanii na Saharze. W miejscu ich występowania przez parę miesięcy z wody deszczowej tworzą się obszerne i porośnięte roślinnością stawy. Przez większość roku panuje tam absolutna susza, woda wysycha, a krokodyle zapadają w letarg zakopane w głębokich na kilkanaście metrów jamach. Dorosłe osobniki nie przekraczają 2–3 metrów długości. Wraz z resztą populacji krokodyli nilowych zasiedlających zachodnią część Afryki mogą stanowić odrębny gatunek od populacji wschodnioafrykańskich.

## Tryb życia
Krokodyl nilowy może żyć nawet 100 lat.
Poluje na różne zwierzęta (m.in. bawoły, antylopy, młode osobniki słoni). Złapane ofiary wciąga pod wodę. Krokodyl nilowy może wstrzymać oddech pod wodą na ponad 45 minut.

## Ochrona
Z wielu obszarów krokodyl nilowy zniknął, m.in. z dolnego biegu Nilu, wskutek polowań i przemian siedliska. Dziś większe populacje żyją na terenach rezerwatów i parków narodowych.

## Filatelistyka
Poczta Polska wyemitowała 21 sierpnia 1972 r. znaczek pocztowy przedstawiający głowę krokodyla nilowego o nominale 3,40 zł, w serii Zwierzęta ZOO. Druk w technice offsetowej na papierze kredowym. Autorem projektu znaczka był Janusz Grabiański. Znaczek pozostawał w obiegu do 31 grudnia 1994 r..